# Közönséges temetőbogár
A közönséges temetőbogár (Nicrophorus vespillo) a rovarok (Insecta) osztályának bogarak (Coleoptera) rendjébe, ezen belül a dögbogárfélék (Silphidae) családjába tartozó faj.
Magyarországon a Nicrophorus nemnek 9 faja fordul elő. A két leggyakoribb a közönséges temetőbogár és a feketecsápú dögbogár (Nicrophorus vespilloides), a két faj leginkább annyiban tér el egymástól, hogy a közönséges temetőbogár csápjának vége pirosas.
Az Év rovara 2023 Archiválva 2023. február 9-i dátummal a Wayback Machine-ben-ban.

## Előfordulása
A nem leggyakoribb faja, az egész Palearktiszon megtalálható, főleg Európában és Ázsiában gyakori. Kertek, parkok és elegyes lomberdők lakója, leginkább elhullott kisemlősökön, madarakon fordul elő.
Magyarországon mindenhol gyakori.

## Megjelenése
12-24 milliméter nagyságú bogár. Csápja bunkós, a csápbunkó utolsó 3 íze vörösessárga. Előtorának szegélyén sűrű, bozontos, sárga szőrzet látható. Szárnyfedőjét hosszú, világos szőrök szegélyezik, rajta feltűnő narancssárga harántsáv látható. A szárnyfedő hátulsó széle lemetszett, így az utolsó három potrohszelvény szabadon áll. Mindkét ivar hátulsó lábszára befelé görbült; a hímek elülső végtagjai erőteljesek.

## Életmódja és szaporodása

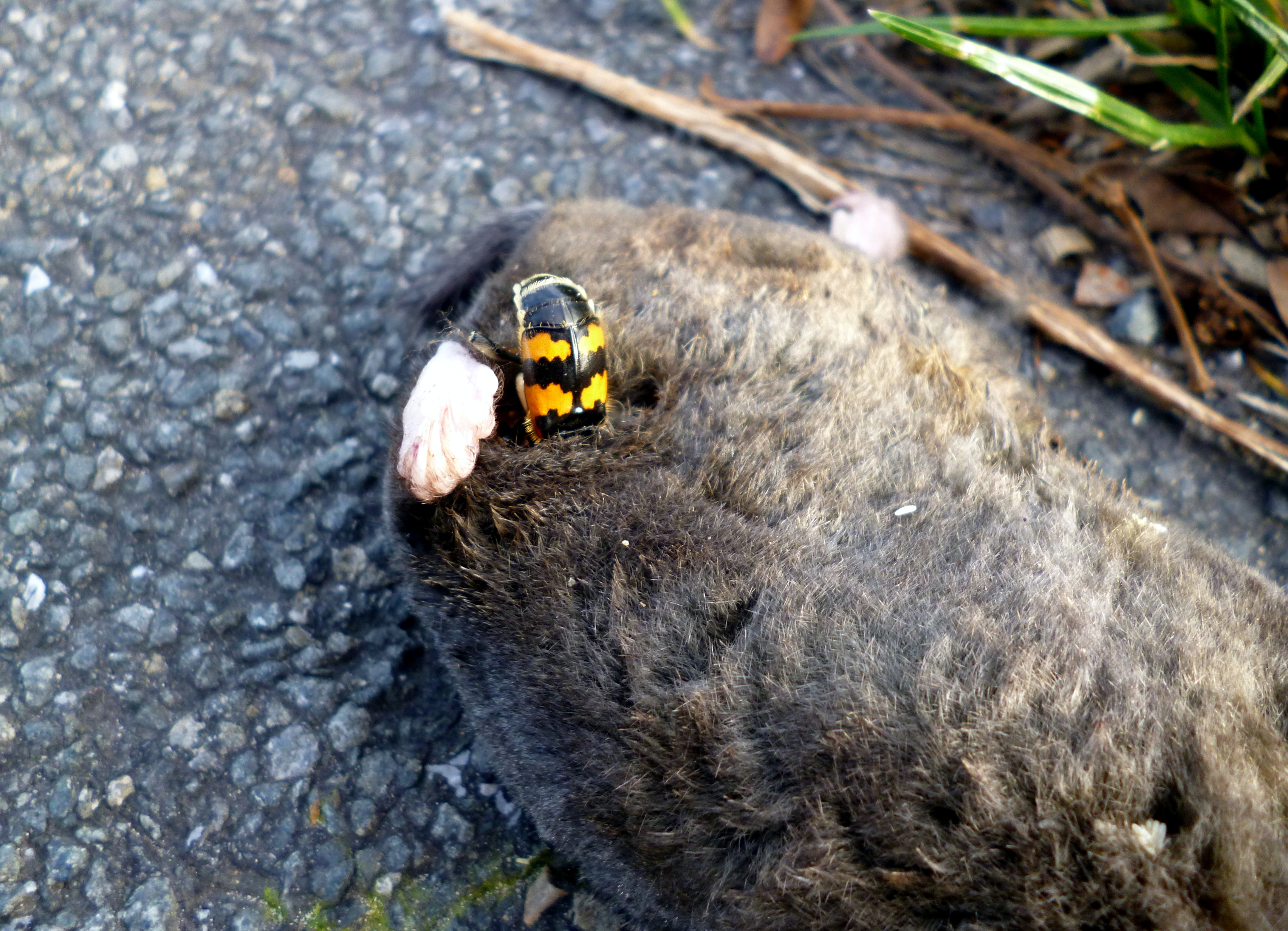

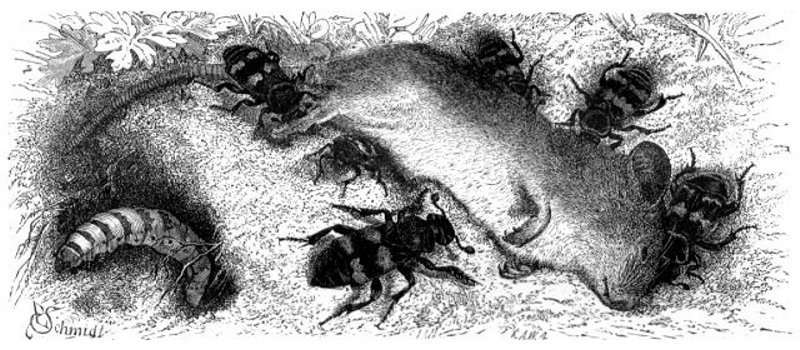

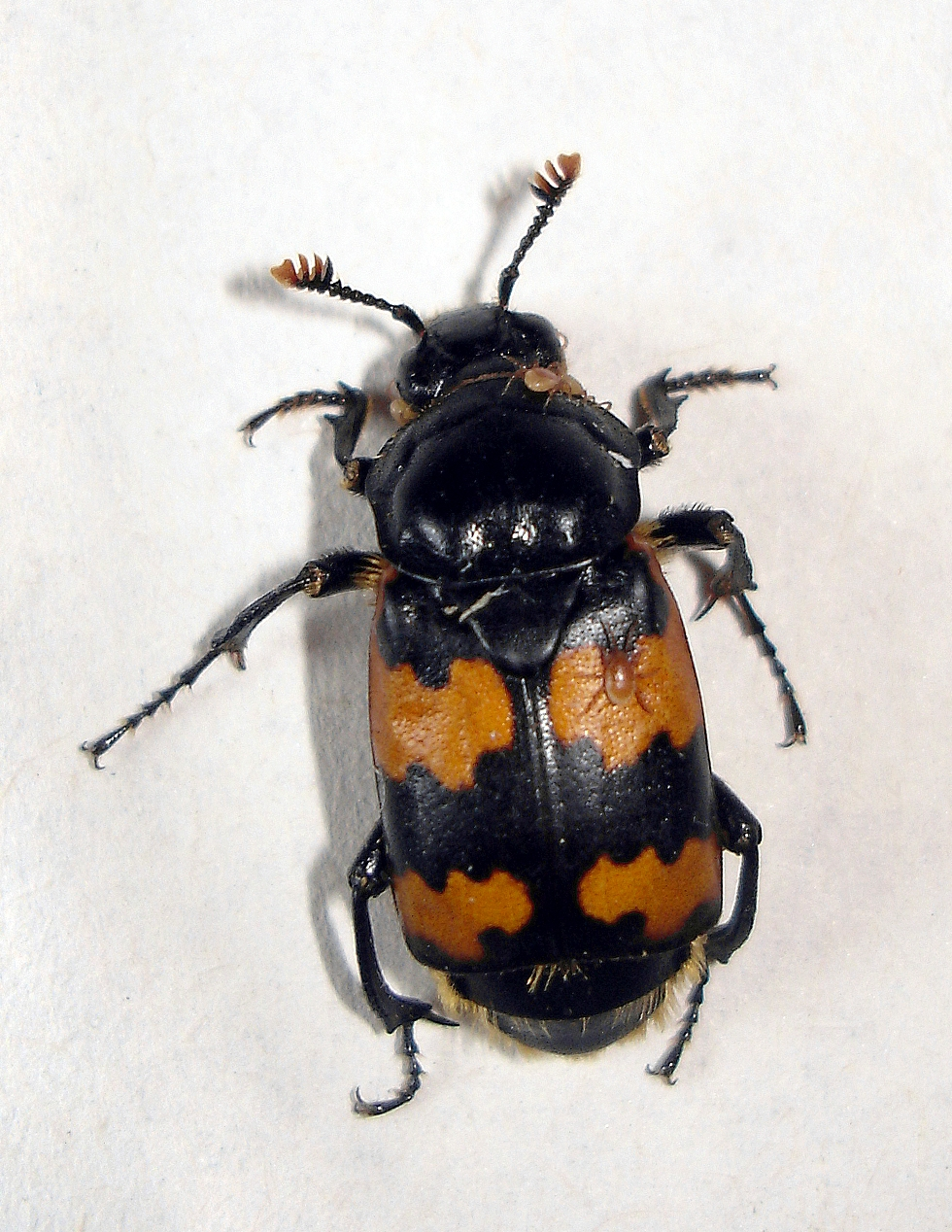

A kifejlett temetőbogarak ragadozók (légylárvákat és más rovarokat fogyasztanak), de a lárvák kistestű gerincesek tetemével táplálkoznak. Az alkalmas tetemnél rendszerint több imágó gyűlik össze. A hímek a hímekkel, a nőstények a nőstényekkel verekednek, majd a legerősebb pár birtokba veszi a tetemet. Néhány óra múltán az elhullott állatot eltemetik. Párosodás után a nőstény elűzi a hímet, és a tetemtől kiinduló járatban körülbelül 20 petét rak le. A kikelő lárvák táplálásában aktívan részt vesz.

### Egyedfejlődés
Öt nap múlva a petéből kikelő lárvák ciripelő hanggal jeleznek a nősténynek, mely a bomló tetemből előemésztett táplálékkal eteti őket. Később már önállóan táplálkoznak. Hét nap múlva a lárvák a talajban bebábozódnak. Az imágó még abban az évben kifejlődhet.